# تدلي المستقيم
يحدث تدلي المستقيم (بالإنجليزية: Rectal prolapse)‏ عندما تتدلى جدرانه حتى تبرز من فتحة الشرج وتصبح مرئية خارج الجسم. على أي حال، يتفق معظم الباحثين على وجود 3-5 أنواع مختلفة من تدلي المستقيم، اعتمادًا على مرئية الجزء المتدلي خارج الجسم، وسماكة جدران المستقيم المصابة إما بصورة كاملة أو جزئية.
قد يحدث تدلي المستقيم دون أي أعراض، لكن طبيعة التدلي تسبب أحيانًا إفرازات مخاطية (مخاط يخرج من فتحة الشرج)، ونزفًا من المستقيم، وسلسًا برازيًا مختلف الدرجة، وأعراض صعوبة التغوط.
يعد تدلي المستقيم أكثر شيوعًا عند النساء المسنات عمومًا، مع أنه قد يحدث في أي عمر عند الجنسين. نادرًا ما يكون تدلي المستقيم مهددًا للحياة، لكن الأعراض قد تسبب الوهن إذا تُركت دون علاج. تُعالج معظم حالات التدلي الخارجي بنجاح، غالبًا بإجراء جراحي، بينما يكون علاج التدلي الداخلي أصعب عادةً ولا تمثل الجراحة خيارًا مناسبًا لكثير من المرضى.

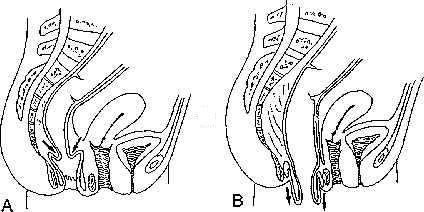
أ. انغلاف المستقيم الداخلي. ب. تدلي المستقيم الخارجي (الكامل).

## التصنيف
قد يصعب فهم الأنواع المختلفة من تدلي المستقيم، إذ تُستخدم تعريفات مختلفة تحدد بعضها الأنواع الفرعية التي لا تشملها تعريفات أخرى. يكون تدلي المستقيم بصورة أساسية:
- كامل السماكة (كامل)، تتدلى فيه جميع طبقات جدار المستقيم، أو تشمل الطبقة المخاطية فقط (جزئي).
- خارجي إذا برزت الطبقات من فتحة الشرج وأصبحت مرئية خارج الجسم، أو يكون داخليًا إن لم تكن كذلك.
- محيطي، إذ يتدلى المحيط الكامل لجدار المستقيم، أو تتدلى قطع فقط من محيط جدار المستقيم ويصبح التدلي عندها قِطعيًا.
- موجود عند الراحة، أو يحدث في أثناء الإجهاد.

يُعد تدلي المستقيم الخارجي (الكامل) (تدلي المستقيم، أو تدلي المستقيم كامل السماكة، أو تدلي المستقيم الخارجي) انغلافًا كاملًا، ومحيطيًا، وحقيقيًا لجدار المستقيم الذي يبرز من فتحة الشرج ويكون مرئيًا خارج الجسم.
يُعرف انغلاف المستقيم الداخلي (تدلي المستقيم الخفي، أو التدلي الداخلي) بأنه تضخم على شكل قمع يصيب جدار المستقيم العلوي (أو السيني السفلي) وقد يظهر في أثناء التغوط. ربما يكون أفضل تصور لهذا الإطواء هو طي الجورب من الداخل إلى الخارج، وإنشاء «أنبوب داخل أنبوب». يُذكر تعريف آخر يتضمن «انهيار المستقيم دون أن يخرج من فتحة الشرج». تفرق العديد من المصادر بين انغلاف المستقيم الداخلي وتدلي المخاطية، إذ يشير المصطلح الأول إلى تدلي كامل سماكة جدار المستقيم. على أي حال، ذكرت إحدى منشورات الجمعية الأمريكية لجراحي القولون والمستقيم أن انغلاف المستقيم الداخلي يشمل الطبقات المخاطية وتحت المخاطية المنفصلة عن طبقات الغشاء المخاطي العضلي المبطنة، ما يؤدي إلى انزلاق الجزء المنفصل من بطانة المستقيم نحو الأسفل. قد يعني هذا استخدام المؤلفين مصطلحا تدلي المستقيم الداخلي وتدلي المخاطية الداخلي لوصف الظواهر نفسها.
يشير تدلي المخاطية (هبوط مخاطية المستقيم الجزئي) إلى تدلي المرفقات المرتخية تحت المخاطية إلى الطبقة العضلية المخصوصة للطبقة المخاطية البعيدة لجدار المستقيم. تعرّف معظم المصادر تدلي الغشاء المخاطي على أنه تدلي خارجي قِطعي يسهل الخلط بينه وبين البواسير المتدلية (من الدرجة الثالثة أو الرابعة). على أي حال، حدد البعض سمات تدلي المخاطية الداخلي (انظر أدناه) وتدلي المخاطي المحيطي، بينما لا يرى البعض الآخر أن تدلي المخاطية شكل حقيقي من أشكال تدلي المستقيم.
يصف تدلي المخاطية الداخلي (تدلي مخاطية المستقيم الداخلي، آر آي إم بّي اختصارًا) تدلي الطبقة المخاطية لجدار المستقيم دون تبارزها خارج الجسم. يوجد جدل حول هذه الحالة فيما يخص علاقتها بمرض البواسير، وتصنيفها بمثابة كيان مستقل. يُستخدم أيضًا مصطلح «تدلي مخاطية البواسير» لوصف الحالة.
تحدث متلازمة قرحة المستقيم المفردة (إس آر يو إس اختصارًا، أو قرحة المستقيم المفردة، إس آر يو) مع انغلاف المستقيم الداخلي وتمثل جزءًا من طيف حالات تدلي المستقيم. تتضمن هذه الحالة تقرح بطانة المستقيم بسبب التلف الناجم عن الاحتكاك المتكرر المرافق لدفع الانغلاف الداخلي إلى القناة الشرجية في أثناء الإجهاد. يمكن اعتبار إس آر يو إس نتيجة للانغلاف الداخلي، الذي يمكن إثبات وجوده في 94٪ من الحالات.
يضع البعض متلازمة تدلي المخاطية (إم بّي إس) ضمن تصنيفاتهم، وتشمل متلازمة قرحة المستقيم المفردة، وتدلي المستقيم، والتهاب المستقيم الكيسي العميق، والأورام الحميدة الالتهابية. تصنف الحالة على أنها اضطراب التهابي حميد مزمن.
صُنف تدلي المستقيم وانغلاف المستقيم الداخلي وفقًا لحجم الجزء المتدلي من المستقيم؛ الذي يمثل دالة على حركة المستقيم من العجز وإطواء المستقيم. يأخذ هذا التصنيف أيضًا في الاعتبار ارتخاء المعصرة:
- الدرجة الأولى: عدم ارتخاء المعصرة (التغوط مختل التآزر).
- الدرجة الثانية: انغلاف خفيف.
- الدرجة الثالثة: انغلاف معتدل.
- الدرجة الرابعة: انغلاف شديد.
- الدرجة الخامسة: تدلي المستقيم.

صُنف تدلي مخاطية المستقيم الداخلي حسب مستوى هبوط الانغلاف، الذي ينبئ بشدة الأعراض:
- تدلي من الدرجة الأولى يمكن اكتشافه تحت الحلقة الشرجية المستقيمية عند الإجهاد.
- تدلي من الدرجة الثانية، يصل إلى الخط المسنن.
- تدلي من الدرجة الثالثة، يصل إلى حافة الشرج.

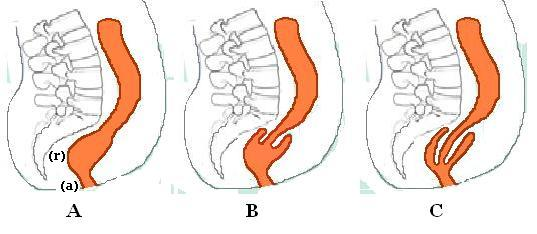
أ. التشريح الطبيعي: (r) المستقيم، (a) القناة الشرجيةب. الانغلاف المستقيمي-المستقيمي
ج. الانغلاف المستقيمي-الشرجي

يعتمد التصنيف الأكثر استخدامًا لتدلي المستقيم الداخلي على الارتفاع على جدار المستقيم/السين الذي ينشأ منه التدلي وحالة الانغلاف منحصرًا كان داخل المستقيم أو ممتدًا إلى القناة الشرجية. عادة ما يُقدر ارتفاع الانغلاف من القناة الشرجية عبر التصوير الإشعاعي التبرزي.
الانغلاف المستقيمي-المستقيمي (العلوي) (الانغلاف داخل المستقيم) هو المكان الذي يبدأ فيه الانغلاف في المستقيم، دون أن يصل إلى القناة الشرجية، بل يبقى داخل المستقيم. (أي أن الانغلاف ينشأ في المستقيم ولا يمتد إلى القناة الشرجية. يشمل المِعى الغالف لمعة المستقيم البعيد وحشي الانغلاف فقط). عادة ما تكون هذه الحالات انغلافات تنشأ في المستقيم العلوي أو السيني السفلي.
الانغلاف المستقيمي الشرجي (السفلي) (الانغلاف داخل الشرج) هو المكان الذي يبدأ فيه الانغلاف في المستقيم ويبرز في القناة الشرجية (أي ينشأ الانغلاف في المستقيم، ويشمل المِعى الغالف جزءًا من القناة الشرجية).
وُضع تصنيف وظيفي-تشريحي لانغلاف المستقيم الداخلي، بحجة أهمية العوامل الأخرى بخلاف ارتفاع الانغلاف فوق القناة الشرجية للتنبؤ بالأعراض. تتضمن معايير هذا التصنيف النزول التشريحي، وقطر الأمعاء المنغلفة، وفرط حساسية المستقيم المرافقة وتأخر العبور القولوني المرافق:
- النوع الأول: انغلاف مستقيمي-مستقيمي داخلي.
  - النوع 1دبليو، لمعة عريضة.
  - النوع 1إن، لمعة متضيقة.
- النوع الثاني: انغلاف مستقيمي-شرجي داخلي.
  - النوع 2دبليو، لمعة عريضة.
  - النوع 2إن، لمعة متضيقة.
  - النوع 2إم، لمعة داخلية متضيقة ومترافقة مع فرط حساسية المستقيم أو توسعه المبكر.
- النوع الثالث: انغلاف داخلي-خارجي مستقيمي-شرجي.